# Gemma Bou i Mena
Gemma Bou i Mena   (Piera, 12 de setembre de 1984) és una antiga ciclista catalana d'elit que destacà en la pràctica del biketrial, havent-se'n proclamat Campiona del Món en categoria Fèmina l'any 2003, tot guanyant les tres proves de què constava la competició.
El 1998, a 14 anys, ja havia aconseguit alguna victòria internacional, que s'anirien succeint fins a l'obtenció del campionat del món: campiona d'Espanya (1998, 1999, 2000), campiona del món alevina (2000). En bicitrial, subcampiona (1995, 1996) i campiona d'Espanya (1997, 1999) i subcampiona (2000) i campiona del món (2003).
El seu germà petit és el múltiple campió del món de trial Toni Bou, que també començà la seva carrera com a campió de biketrial.

## Palmarès
| Any  | C. del Món |
| ---- | ---------- |
| 1996 | 5a         |
| 1997 | 10a        |
| 1998 | 3a         |
| 1999 | 3a         |
| 2000 | 2a         |
| 2001 | ?          |
| 2002 | ?          |
| 2003 | 1a         |